# Джото (космически апарат)
Вижте пояснителната страница за други значения на Джото.
„Джото“ е космически апарат, конструиран от Европейската космическа агенция, за да изучава Халеевата комета при преминаването ѝ във вътрешната част на Слънчевата система през 1986 г.
На 13 март 1986 г. апаратът успешно се доближава на 596 km от кометата. Сондата е кръстена на известния средновековен италиански художник Джото.
Космическият апарат е подобрена версия на изкуствения спътник GEOS, конструиран от Бритиш аероспейс с добавката на щит, предложен от американския астроном Фред Уипъл. По-късно космическият апарат Стардъст ще използва подобен щит.

## Мисия
Първоначално НАСА смята да участва в мисията, но поради намален бюджет се отказва. Има планове за оборудване за наблюдения, което да е на борда на космическата совалка по време на полета на Джото в ниска околоземна орбита, но след инцидента с Чалънджър плановете се провалят.
Първоначалните планове се променят и Джото става част от армада от пет космически сонди: две на СССР от програма Вега, две сонди на Япония Суисеи и Сакигаке, американската ICE и Джото на ЕКА. Целта е американската сонда да направи дългосрочни измервания, последвана от съветските сонди Вега, които трябва да локализират ядрото на кометата и получената информация да послужи на Джото, който много прецизно ще се доближи до ядрото. Тъй като сондата ще се доближи много близо до Халеевата комета, от ЕКА очакват, че тя няма да издържи на бомбардировката на частиците отделяни от кометата с много голяма скорост.
Тази група от няколко координирани сонди става известна като Халеевата армада.

## Хронология на събитията

### Изстрелване
Мисията е предприета от ЕКА в началото на 80-те години на 20 век и изстреляна от ракета-носител Ариана 1 на 2 юли 1985 г. от космически център Гвиана в Куру. Апаратът е направляван от ESOC в Дармщат, Германия.

### Среща с Халеевата комета
Съветският апарат Вега 1 започва да предава снимки от кометата и от нейното ядро на 4 март 1986 г. На 6 март прелита около кометата. Вега 2 минава около Халеевата комета три дни по-късно на 9 март. Джото минава на 600 km от кометата на 14 март и оцелява въпреки очакванията. Удар по Джото поврежда част от системите му и той вече не може да бъде направляван от Земята, а по-важно е, че щитът вече не предпазва инструментите му. След 32 минути Джото възобновява връзката от само себе си и продължава да събира информация.
Друг удар разрушава многоцветната камера, но преди това тя е заснела достатъчно внушаващи снимки.

### Първо сближаване със Земята
Траекторията на апарата е нагласена така, че да мине близо до Земята, за да бъдат изключени неговите инструменти, което се случва на 15 март 1986 г. в 02:00 UT.

### Второ сближаване със Земята
Джото минава още веднъж близо до Земята през 1999 година, но не е активиран отново.

## Резултати

### Научни резултати
Снимките показват ядрото на Халеевата комета като тъмно фъстъкообразно тяло, 15 km дълго и 7 – 10 km широко. Само 10 % от повърхността е активна, като се забелязват поне три струи газове на страната, осветена от Слънцето. Анализите показват, че кометата се е формирала преди около 4,5 млрд. години от изпаряващи се вещества (основно лед), които са се кондензирали с частици междузвезден прах. Кометата почти не се е изменила от формирането си.
Вещества, отделени от Халеевата комета
- 80 % вода
- 10 % въглероден оксид
- 2,5 % смес между метан и амоняк
- други: следи от въглеводород, желязо и натрий
- ядрото е по-черно от сажди, което означава, че има повече прах отколкото лед.
- повърхността на кометата е грапава и пореста с плътност на ядрото едва 0,3 kg/m³.
- количеството изхвърлен материал е 3 тона за секунда от поне 7 места.
- изхвърления прах е с размерите на цигарен дим, най-голямата частица е с тегло 40 милиграма. Въпреки че частицата ударила Джото не е измерена, по ефекта се предполага 0,1 до 1 грам тегло.
- два вида прах са забелязани: единия от въглерод, водород, азот и кислород; другият от калций, желязо, магнезий, силиций и натрий.

### Постижения на апарата
- Джото се доближи най-близо до кометата и събра най-много информация.
- Джото е първият апарат направил снимка на ядро на комета.
- Джото е първият космически апарат изпълнил междупланетна мисия и след това минал близо до Земята.
- Джото е първият апарат, който е възобновил активността си след режим на хибернация.